# Cyfraith Hywel

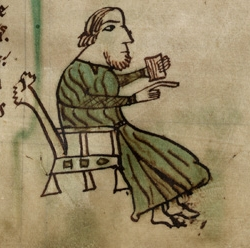
Enluminure représentant un juge gallois (MS. Peniarth 28).

Cyfraith Hywel (gallois : [ˈkəvraiθ ˈhəwɛl]; lois de Hywell, également connu sous le nom de loi galloise (latin : Leges Walliæ ), était le droit pratiqué dans le Pays de Galles médiéval avant sa conquête totale par l'Angleterre. 
La loi galloise était une forme de loi celtique qui possédait de nombreuses similitudes avec la loi Brehon de l'Irlande, en particulier les coutumes et dans la terminologie des Britanniques de  Strathclyde Lloyd, J.E.. Elle a été transmise oralement par des juristes et des bardes et, selon la tradition, n'a été codifiée que sous le règne de Hywel Dda au milieu du Xe siècle. Cependant, les plus anciens manuscrits qui nous restent, sont en latin, datent du début du XIIIe siècle et présentent des différences régionales marquées. On sait que la loi n'a été révisée que par quelques dirigeants en particulier Bleddyn ap Cynfyn qui a été crédité des révisions retenues pour le  royaume de Powys. Elle a évidemment été mise à jour par les juristes en réponse à l'évolution des juridictions et des circonstances, de sorte que les manuscrits dont nous disposons ne peuvent pas être considérés comme une représentation exacte du premier code de Hywel. 
Les caractéristiques notables de la loi galloise incluent la responsabilité collective des parents (gallois : cenedl) pour leur famille ; l'héritage lié au Gavelkind (système de tenure de la terre) parmi tous les descendants mâles ; un système basé sur le prix du sang (galanas) ; l'esclavage et le servage ; l'incapacité des étrangers d'être naturalisés avant la quatrième génération et un traitement très laxiste du divorce et de la légitimité qui a scandalisé le clergé non indigène. 

## Aperçu
Les lois comprennent les « lois de la cour », les lois fixant les obligations et les droits du roi et des officiers de sa cour et les « lois du pays ». Dans certaines versions, une partie du matériel contenu dans ces dernières est divisée en « livre de test des juges » traitant de l'homicide, du vol et de la valeur des animaux sauvages ou apprivoisés ainsi que d'autres objets. Dans chacune de ces sections, il existe des traités de longueur variable sur différents sujets comme le droit des femmes et le droit des contrats. Le droit civil diffère de la plupart des autres codes de droit par la règle selon laquelle, à la mort d'un propriétaire foncier, sa terre doit être partagée également entre ses fils, légitimes et illégitimes. Cela a provoqué un conflit avec l'Église, car en vertu du droit canon, les enfants illégitimes ne pouvaient pas hériter. 
Lorsqu'une affaire étaient portée devant les tribunaux, le jugement était généralement effectué par compurgation. Dans ce système, la personne accusée ou les différentes parties donnaient leur version sous serment, après quoi elles devaient trouver un certain nombre d'autres personnes qui prêtaient serment comme quoi le serment du mandant était digne de confiance. Le nombre de compurgateurs requis dépendait de la nature de l'affaire. Le ou les juges prenaient alors une décision. La peine capitale n'était prescrite que pour un petit nombre de délits. L'homicide est généralement traité par le versement d'une indemnisation à la famille de la victime, tandis que le vol ne pouvait être puni de mort que s'il est un vol à l'étalage et que le voleur avait été pris avec les marchandises en main ; la valeur de celles-ci devait également dépasser quatre pence. La plupart des autres infractions étaient punies d'une amende. 

## Les origines
La plupart des manuscrits encore conservés commencent par un préambule expliquant comment ces lois ont été codifiées par Hywel. L'introduction au Livre de Blegywryd en est un exemple typique : 
« Hywel le Bon, fils de Cadell, par la grâce de Dieu, roi de tout le Pays de Galles... a convoqué de chaque commote de son royaume six hommes faisant autorité en matière de jurisprudence... au lieu-dit la Maison Blanche du Taf à Dyfed.... Et à la fin du Carême, le roi choisit dans cette assemblée les douze laïcs les plus qualifiés ainsi que le savant le plus qualifié qui fut appelé Maître Blegywryd, pour écrire et interpréter pour lui et pour son royaume, les lois et les usages » ...

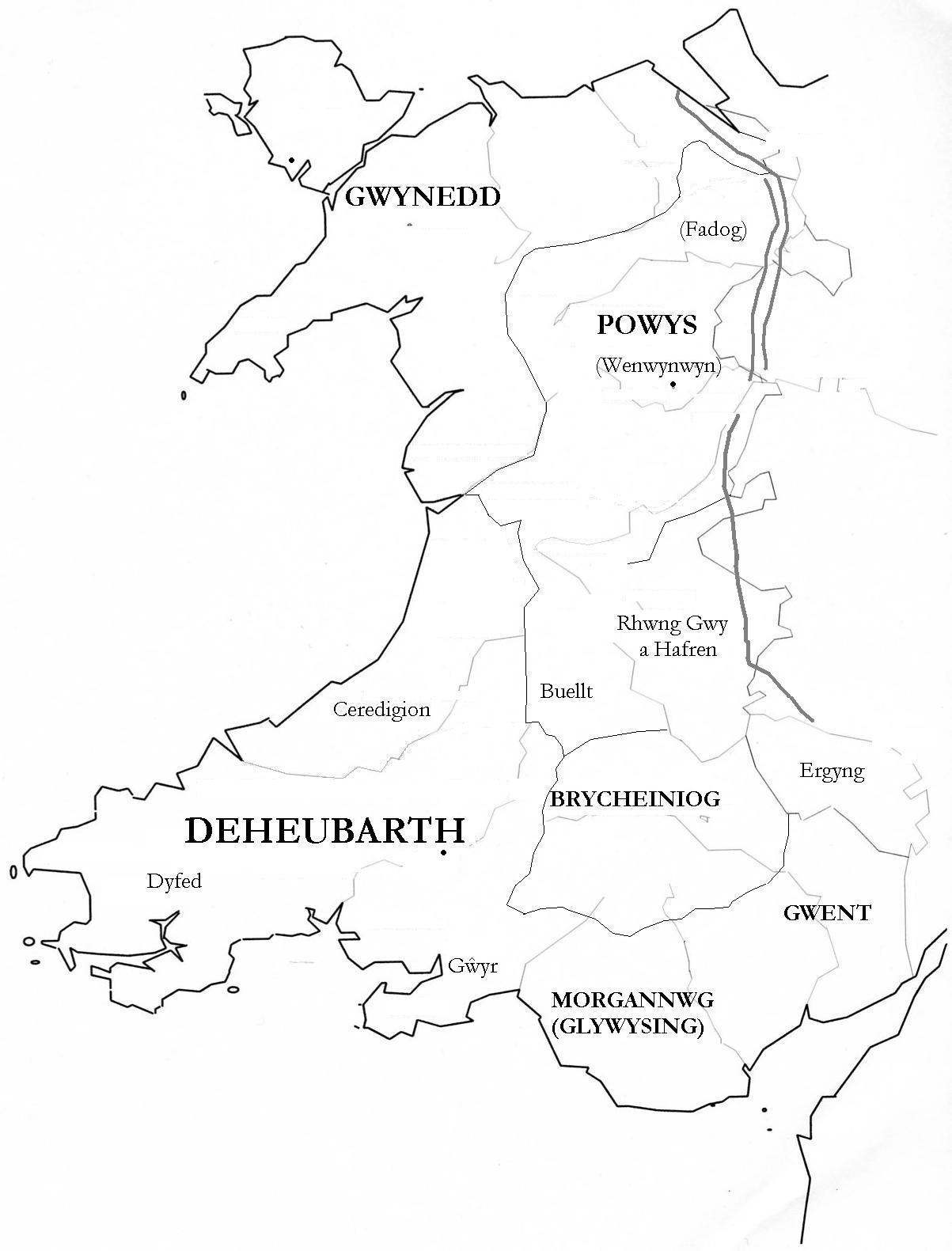
Royaumes médiévaux du Pays de Galles

Comme chacun des manuscrits date de périodes postérieures à celle d'Hywel, cette déclaration ne peut pas être utilisée pour dater l'événement décrit ci-dessus. Le professeur Huw Pryce a démontré que certains des prologues ont été élaborés en réponse à des attaques contre la loi galloise par des hommes et des nobles de l'Église qui souhaitaient obtenir des droits plus proches de ceux dont bénéficient les ecclésiastiques et l'aristocratie en Angleterre. En discutant du lien entre Hywel et la loi, K. L. Maund suggère qu' « il n'est pas impossible que le lien entre Hywel et la loi reflète davantage les tentatives pour rétablir l'importance et l'influence de leur lignée à une époque dominée par les princes de Gwynedd écrites au XIIe et au XIIIe siècle dans le sud du Pays de Galles » .  
En revanche, les versions de Iorwerth  produites à  Gwynedd, et celle du Sud, attribuent la loi à Hywel et au conseil de Whitland. Il est plus probable que le nom de Hywel ait été utilisé pour conférer une forme quelconque d '« autorité ancestrale » aux lois. 
Le mieux que l'on puisse dire à propos du lien entre Hywel et la loi est qu'un souvenir populaire a appelé une révision et un rajeunissement de celle-ci pendant son règne. D'autres rois auraient introduit des modifications ultérieures, par exemple  Bleddyn ap Cynfyn, roi de Gwynedd  et de Powys au milieu du XIe siècle. 
Certains des documents juridiques, tels que le tract des « Seven Bishop Houses of Dyfed », peuvent être datés d'une période plus ancienne que la loi et d'autres éléments sont comparables à la première loi irlandaise . 

## Étude des manuscrits

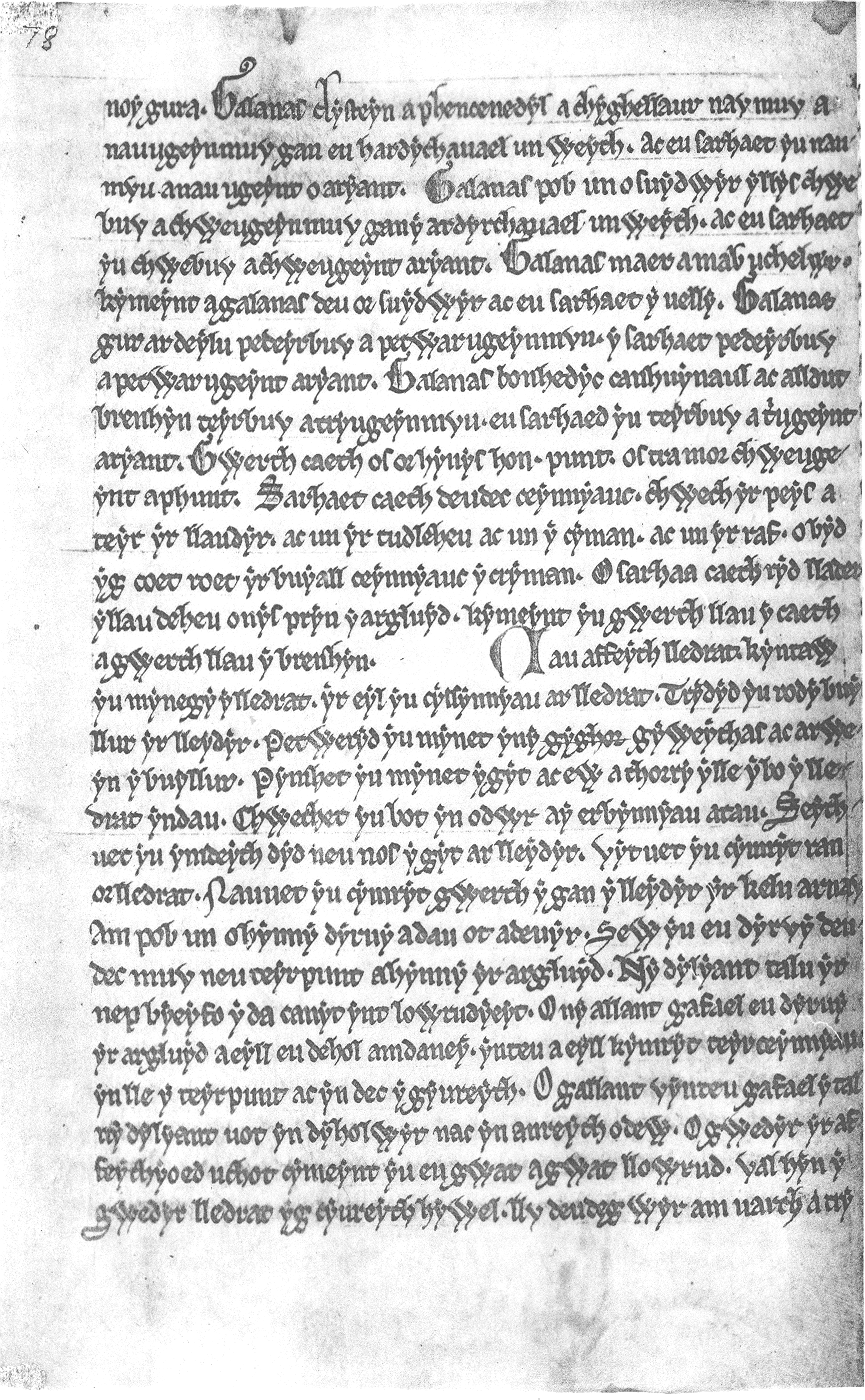
Page du Livre noir de Chirk (Peniarth 29)

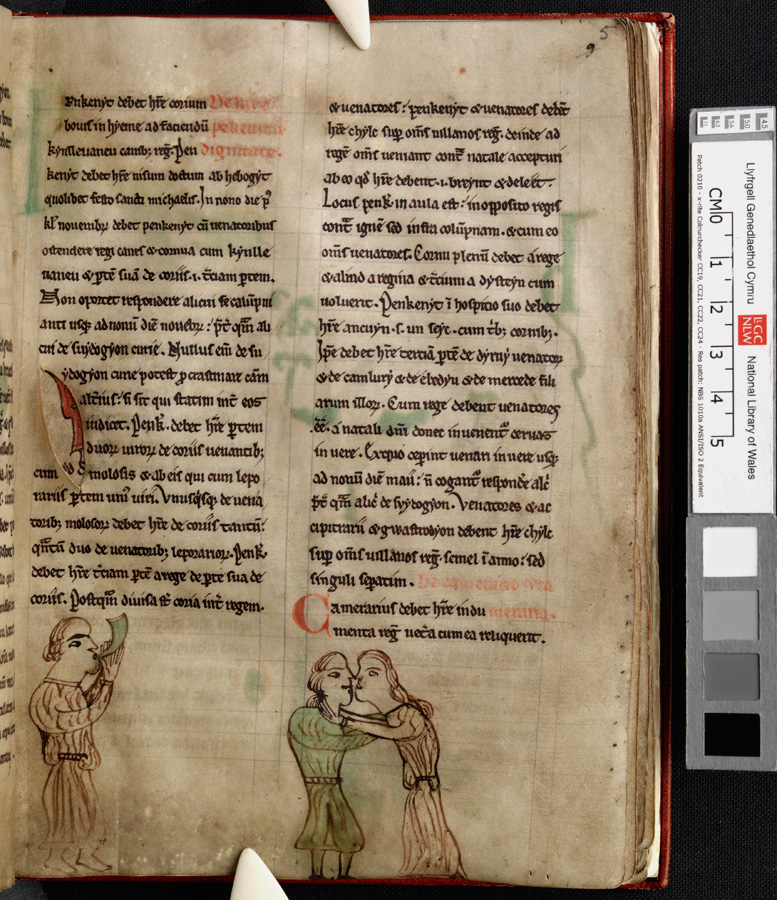
Page d'une version latine du des lois de Hywel Dda. NLW, Pen.28

Bien qu'il existe un nombre important de  manuscrits contenant des textes de lois du pays de Galles, il n'existe aucun manuscrit de textes de loi datant de l'époque d'Hywel. En outre, le droit gallois était continuellement révisé et mis à jour. Il y a donc eu un certain débat parmi les chercheurs quant à savoir si les lois étaient à l'origine écrites en gallois ou en latin. Le mémorandum Surexit dans le livre des chants de la cathédrale de Lichfield (Lichfield Gospels) est un enregistrement du résultat des procédures judiciaires datant du IXe siècle écrit en gallois   et, bien qu'il ne s'agisse pas d'un manuel de droit, il indique l'utilisation de termes juridiques gallois à cette époque. Les premiers manuscrits connus sont le  Peniarth 28, écrit en latin mais généralement considéré aujourd'hui comme une traduction d'un original gallois, et le Peniarth 29, connu sous le nom de Black Book of Chirk, écrit en gallois (début ou milieu du XIIIe siècle). Il existe un grand nombre de manuscrits juridiques, écrits principalement en gallois (mais certains en latin), entre cette période et le XVIe siècle. Il a été démontré que les manuscrits ultérieurs reflétaient des développements juridiques, en particulier dans les seigneuries galloises du sud. Outre les compilations complètes, il existe des versions plus courtes qui auraient été des copies de travail utilisées par les juges. Cependant, ils sont tous généralement considérés comme se divisant en trois rédactions, connues sous le nom de Cyfnerth Redaction, Blegywryd Redaction et Iorwerth Redaction. 
- La Rédaction de Cyfnerth, censée être liée à la région entre les rivières de la Wye et de la Severn, peut-être Maeliennydd[7] , comprend certaines des lois parmi les moins modifiées. On pense qu'elle a été compilée à la fin du XIIe siècle, lorsque cette zone était sous la domination du Lord Rhys de Deheubarth. La rédaction de Blegywryd est associée à Deheubarth et montre des signes de l'influence de l'Église. Enfin, celle d'Iorwerth représenterait la loi telle qu'elle a été modifiée à Gwynedd sous le règne de Llywelyn le Grand dans la première partie du XIIIe siècle par le juriste Iorwerth ap Madog. Elle est considérée comme la version la plus modifiée de la loi, bien qu'elle contienne quelques passages archaïques. La version de Llyfr Colan est considérée comme une révision d'Iorwerth, elle aussi du XIIIe siècle, et il y a aussi le Llyfr y Damweiniau (peut-être mieux traduit par « Le livre des événements », ou « Le livre des erreurs » dans une traduction littérale), recueil de jurisprudence liée à Colan.  Aucun manuscrit n'a survécu du royaume de Powys. Seule la rédaction d'Iorwerth nous en apprend un peu sur cette dernière version qui diffère de par son utilisation par rapport à celle de Gwynedd.

## Lois du tribunal

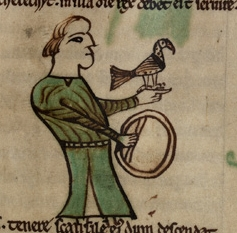
Dessin d'un fauconnier de Peniarth 28

La première partie des lois traite des droits et devoirs du roi et des officiers de la cour du roi. L'ordre de préséance est fixé : d'abord le roi, puis la reine, puis l'étifedd ou edling c'est-à-dire l'héritier. Viennent ensuite les officiers de justice. La Rédaction d'Iorwerth en identifie vingt-quatre, dont seize officiers du roi et huit officiers de la reine. Le premier rang était celui du capitaine des troupes de la maison du roi, puis le prêtre de la maison du roi, puis le steward suivi du fauconnier en chef, du juge de la cour, du palefrenier et du chambellan. Une liste d'officiers supplémentaires suit. Parmi eux on trouve celui chargé des chevaux, le portier, la boulangère et la blanchisseuse. Figure aussi leurs droits et leurs obligations. 
Le texte introduit un certain nombre de termes juridiques. Le « Sarhad » pouvait signifier une insulte ou une blessure mais aussi le paiement dû à une personne en cas d'insulte ou de blessure. Cela pouvait varier selon le statut de la personne concernée. Insulter/blesser la reine ou l'héritier équivalait au tiers de celui du roi. Le Galanas était une forme de wergeld : il représentait la valeur de la vie d'une personne en cas d'homicide et était fixé à trois fois le « sarhad », bien que celui-ci soit également payable par l'assassin. Le « Dirwy » était une amende payable pour les crimes et le « camlwrw », une amende plus petite pour les infractions moins graves, tandis que l' « ebediw » était un « droit de décès » payable au seigneur du défunt. Le « Sarhad » et le « dirwy » sont toujours des mots gallois signifiant respectivement « insulte » et « bien ». 
Les origines des diverses rédactions reflètent la position relative des dirigeants des royaumes gallois. Les manuscrits de la Rédaction d'Iorwerth proclament la supériorité du roi d'Aberffraw, siège principal du royaume de Gwynedd, sur les autres, tandis que les manuscrits de Deheubarth revendiquent au moins l'égalité pour le roi de Dinefwr, siège principal du royaume du sud. 
Alors que la loi galloise met davantage l'accent sur les pouvoirs du roi que la loi Brehon d'Irlande, elle demeure limitée par rapport à de nombreux autres codes. Comme le dit Moore : « La loi galloise relevait de la catégorie juridique de Volksrecht (« loi du peuple »), qui n'insistait pas beaucoup sur le pouvoir royal, par opposition à la Kaisersrecht ou Königsrecht (« loi du roi ») d'Angleterre et d'Écosse, où il était souligné que l'État civil et la common law ont été imposés par l'État ». 

## Lois du pays

### A propos des classes sociales
Les lois divisent la société galloise en cinq classes : les dirigeants, y compris le roi (rhi ou brenin) et les seigneurs possédant un ou plusieurs fiefs ; les Gallois libres, y compris l'aristocratie (boneddigion ou uchelwr) et les yeomen ; les serfs gallois (taeogion, ailltion ou bileiniaid) ; les étrangers résidant au Pays de Galles (alltudion) et enfin les esclaves (caethion),.  Les privilèges, sanctions et obligations dus par la loi variaient selon le statut social de la personne concernée. 

### Naturalisation
À l'époque des lois de Hywel, le terme de « Cymro » (le fait d'être un Gallois reconnu, ne s'appliquait apparemment qu'aux classes libres et non aux serfs ou aux esclaves. Cependant, aucun d'entre eux n'était considéré comme un « étranger » et, même s'ils déménageaient d'un « royaume » gallois  (gwlad)  à un autre, étaient considérés comme pleinement autochtones . 
Les personnes extérieures au Pays de Galles étaient considérés comme ayant un statut entre celui des serfs et celui des esclaves. Ils ne pouvaient pas témoigner et étaient obligés de s'engager auprès d'un Gallois natif (même un serf) qui en serait responsable. Ce statut ne pouvait être supprimé qu'après trois générations dans le nord et peut-être jusqu'à neuf ailleurs, après quoi les descendants de l'étranger étaient considérés comme des serfs indigènes. 

### Droits des femmes
En droit gallois, la position des femmes différait sensiblement de celle de leurs contemporaines anglo-normandes. Un mariage pouvait être établi principalement de deux manières. La plus courante était que la femme soit donnée à un homme par sa famille ; la plus exceptionnelle était que la femme pouvait s'enfuir avec un homme sans le consentement de sa famille. Dans ce cas, celle-ci pouvait l'obliger à revenir que si elle était encore vierge. Si la relation durait au moins sept ans, la femme obtenait alors les mêmes droits que si l'union avait été accordée par ses proches. 
Un certain nombre de paiements sont liés au mariage. L' « amobr », ou frais de commutation, était une redevance payable au seigneur de la femme en cas de perte de sa virginité, que ce soit lors du mariage ou en dehors. Le « Cowyll », ou « maiden-fee », était un paiement dû à la femme le lendemain matin après le mariage, et marquait ainsi sa transition de vierge à femme mariée. La dot (agweddi) était le montant du patrimoine commun détenu par le couple et était dû à la femme si le couple se séparait avant les sept premières années de vie commune. Le total des agweddi dépendait du statut de la femme à la naissance, quelle que soit la taille réelle de l'ensemble des biens mis en commun. Si le mariage était rompu après 7 ans de vie commune, la femme avait droit à la moitié des biens mis en commun. La partie immédiatement accessible pendant le mariage, composée généralement de linge de maison, de vaisselle et d'autres articles domestiques, était connue sous le nom d' « argyvrau ». 
Si une femme trouvait son mari avec une autre femme, elle avait droit à un paiement de six pence (c'est-à-dire une demi-livre) la première fois et une livre la deuxième fois; la troisième fois, elle avait le droit de divorcer. Si le mari avait une concubine, la femme était autorisée à la frapper sans avoir à payer d'indemnité, même si cela entraînait la mort de la concubine. Une femme ne pouvait être battue par son mari que pour trois choses : pour avoir donné quelque chose qu'elle n'avait pas le droit de donner, pour avoir été retrouvée avec un autre homme, ou pour avoir voulu un défaut sur la barbe de son mari (la barbe était quelque chose d'important car cela revient plusieurs fois dans le texte). S'il la battait pour toute autre cause, elle avait droit au paiement du « sarhad ». Si le mari la retrouvait avec un autre homme et la battait, il n'avait droit à aucune autre indemnité. Selon la loi, les femmes n'étaient pas autorisées à hériter de terres, cependant, il y avait des exceptions : Un poème daté de la première moitié du XIe siècle, une élégie pour Aeddon, propriétaire terrien d'Anglesey dit qu'après sa mort, quatre femmes qui avaient initialement été amenées à la cour d'Aeddon en tant que captives après un raid et avaient trouvé grâce auprès de lui, reçurent son héritage. La règle de la division des biens meubles en cas de décès d'un des deux conjoints est la même pour les deux sexes. La propriété étaient divisée en deux moitiés égales, le partenaire survivant gardant une moitié et le partenaire mourant étant libre de donner des legs de l'autre moitié. 

### Loi criminelle

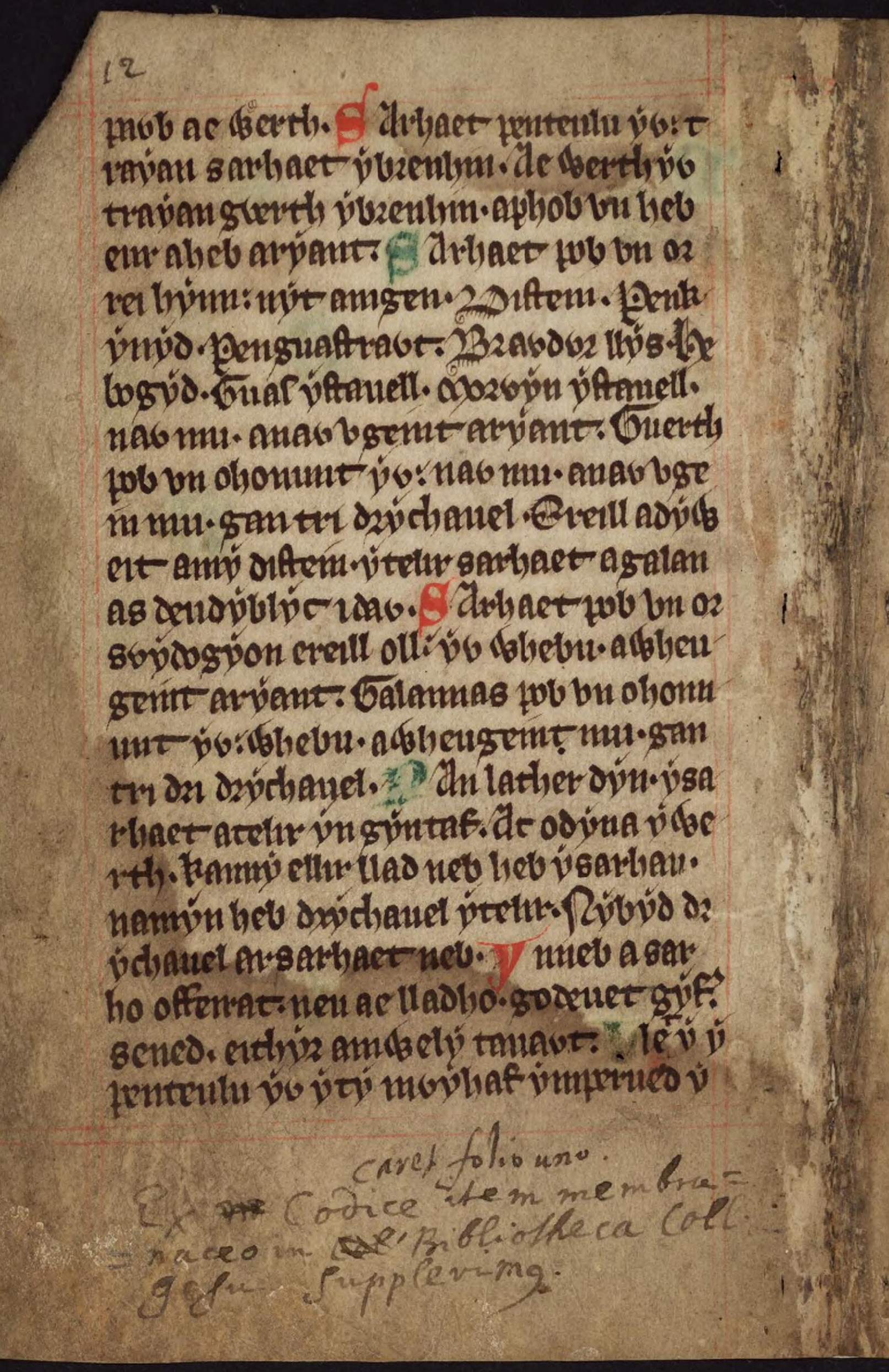
«Manuscrit de Boston». Version galloise annotée des lois du (f.6.v)

Voici quelques exemples tirés de cette loi. Attention, comme il est écrit plus haut, les manuscrits conservés peuvent davantage refléter les tentatives pour rétablir l'importance et l'influence de la lignée des princes de Gwynedd écrites au XIIe et au XIIIe siècle dans le sud du Pays de Galles. 
Le meurtre est considéré comme un délit contre la famille plutôt que contre la société ou l'État. Elle était normalement traitée par le paiement de l'argent du sang (galanas) par le tueur et sa famille élargie à la famille du défunt. Le montant de base était calculé en fonction du statut social et de la position de la victime. Le galanas payés au roi de Deheubarth correspondait à un nombre si important de bovins aux caractéristiques si parfaite qu'elle devait garantir de ne jamais arriver; la famille d'un esclave assassiné, quant à elle, ne recevait pas de galanas même si le propriétaire de celui-ci devait être indemnisé. Cette somme pouvait alors être modifiée dans certaines situations par exemple dans le cas d'une attaque en embuscade pour laquelle l'amende de base était doublée. Lors du paiement de l'argent du sang, la famille de la victime était alors légalement tenue de renoncer à sa vengeance. Le meurtre par poison, cependant, était condamné par la mort. 
Les voies de fait ou les atteintes à l'honneur étaient traitées au moyen d'une amende appelée « sarhaed » mais cela ne s'appliquait qu'aux classes supérieures : tout serf qui frappait un homme libre était susceptible de se faire enlever le membre incriminé . 
Le crime de viol était traité comme un vol et réparé par le paiement d'une autre amende, le "dirwy", dont le paiement rétablissait la virginité de la femme à des fins légales. Un homme qui ne pouvait pas payer cette amende devait se faire enlever ses testicules . 
En ce qui concerne le vol, une personne reconnue coupable était emprisonnée en première instance mais un serf reconnu coupable pour la troisième fois devait se faire enlever la main (en supposant qu'il n'ait pas été pris en flagrant délit : les voleurs pris avec des marchandises en main plus précieuses que quatre Ceiniogau, étaient passibles de pendaison). De telles sanctions très sévères ont cependant conduit les Gallois à définir étroitement le vol et le vol à main armée était considéré comme beaucoup moins sérieux. Enfin, un homme affamé qui avait traversé au moins trois villes sans recevoir de repas ne pouvait pas être puni pour avoir volé de la nourriture. 
L'aide et l'encouragement - y compris le fait d'être témoin d'un meurtre et de ne pas protéger la victime ou de recevoir des biens volés - ont également été punis d'amendes. 
Enfin, bien que la commission de Hywel ait généralement enregistré les traditions du pays, elle a mis fin au droit des nobles de procéder à un combat pour toute forme de procès car elle le trouvait injuste .

### Dédommagement
La loi galloise médiévale accorde une grande valeur à l'indemnisation pour toute infraction à la loi. En particulier, des valeurs de compensation élevées et détaillées ont été données pour chaque membre du corps. Il y a neuf membres de valeur égale (c'est-à-dire les mains, les yeux, les lèvres, les pieds et le nez) dont chacun est évalué à 480 centimes, chaque autre membre est soigneusement évalué et peut être modifié en fonction de divers facteurs d'influence. 
Les valeurs données aux yeux, aux oreilles, au nez, aux lèvres, aux mains et aux pieds sont donc identiques; appelés « Membres de valeur égale », ils représentent 12,7% des galanas standard pour un boneheddig (Un boneheddig est un homme libre standard, dont les galanas sont évalués à 3780 sous / 63 vaches)  . Il n'y a aucune complexité supplémentaire à aucun de ces coûts, sauf en ce qui concerne les oreilles. Les manuscrits d'Iorwerth et LATIN A n'évaluent pas l'oreille elle-même à 480 centimes mais différencient plutôt la perte d'une oreille et la perte d'audition. Si l'oreille est perdue mais que la victime peut encore entendre, le prix est de 160 sous, tandis que la surdité (même sans perte d'oreille) conserve la valeur de 480 sous. C’est un des rares exemples de « valeur fonctionnelle donnée pour laquelle la perte de la fonction de l’oreille… est appréciée et non l’organe lui-même ». Harris note que même si ces membres ont tous la même valeur, il semble qu'il existe une notion sous-jacente selon laquelle certains sont peut-être plus essentiels que d'autres (au moins dans les textes Iorwerth et LATIN A), l'audition étant plus importante que n'importe quel autre sens . 
Les doigts sont évalués à 80 pence chacun, tandis qu'un pouce a une valeur de 180 pence, ce qui correspond à son utilisation pour « saisir du matériel agricole ou des armes »  . Les recensions d'Iorwerth et de Cyfnerth 5 évaluent un ongle à 30 pence, tandis que le haut du doigt jusqu'à la première articulation est évalué (dans les mêmes textes) à 26 2/3 d'un sou. Le prix d'un ongle tel qu'il est évalué à Iorwerth et Cyfnerth est de 0,8% des galanas, et curieusement, le tarif dans le Wessex s'élève également à 0,8% de la valeur du « wergild » pour l'homme. Harris fait valoir que ces pourcentages similaires reflètent la coexistence de deux systèmes juridiques au Pays de Galles, celui des Gallois et celui des Anglais. 
La triade connue sous le nom de Tri Arberygl Dyn (trois blessures dangereuses de l'homme) spécifie trois blessures pour lesquelles 
   « Teyr punt a geyf y nep a archoller y gan y nep ay harchollo » :

   « Celui qui est blessé aura 3 livres de celui qui le blesse »
 Ces trois blessures sont les suivantes : quand un homme est  « coupé » de façon que le cerveau soit visible; quand un homme est  « percé » de façon que ses entrailles soient visibles ; quand l'un des quatre  « montants » (membres) du corps est cassé. 
Les parties du corps semblent être classées en fonction de leur utilisation dans la société. Plus l'utilisation est importante, plus le coût d'indemnisation est élevé. La perte d'audition, par exemple, ainsi que la perte de testicules et/ou du pénis entraînent des taux de réparation très élevés, car leur perte entraînera soit un danger, soit une incapacité à assurer sa descendance, ce qui était très important dans une société basée sur la parenté. La langue est également particulièrement importante car, comme avec l'oreille, elle constituait le principal moyen de communication de la victime. 
Il convient également de noter les différents degrés de compensation accordés aux plaies en fonction du degré de défiguration produit par la blessure, avec une différenciation entre « craith ogyfarch », c'est-à-dire une cicatrice bien visible qui attire les remarques et « craith guiddiedig », une cicatrice cachée qui attirerait donc moins les remarques. La première offrait bien entendu plus de compensation, mais la valeur de celle-ci variait en fonction de sa perceptibilité. Les trois cicatrices les plus visibles sont données comme celles étant sur un visage (cent-vingt pence), sur une main (soixante pence) et sur un pied (trente pence), tandis qu'une cicatrice cachée ne reçoit que quatre pence. Les textes latins A et E « prévoient un voile pour couvrir la couvrir » et les dents de devant ont également une valeur plus élevée que les autres dents, . 

### Caution et contrats
La section sur la caution fixe les règles si une personne agit en tant que « mach » ou caution, par exemple pour une dette, et donne les dispositions pour divers cas tels que le débiteur refuse de payer ou conteste la dette et où lorsque la personne qui agît en tant que caution dénonce le lien entre les deux parties ou conteste la somme en cause. Un autre aspect est l' « amod » ou le contrat, généralement établi par les deux parties appelant l' « amodwyr » qui sont des témoins pour prouver les termes convenus par les parties. Il est prévu que :   
[Si] « un amod brise une règle de droit [et] bien qu' [il] soit rendu [ainsi] contraire à la loi, il est nécessaire de le garder ». 
Dans ce qui est considéré comme une survie archaïque dans certaines versions d'Iorwerth, il est indiqué que les femmes n'ont pas le droit d'agir comme cautions ou de donner des cautions. Les versions ultérieures de cette règle à Iorwerth stipulent que les femmes ont le droit de donner des cautions et peuvent donc conclure des contrats, même si elles ne sont toujours pas autorisées à agir en tant que cautions. À Colan, Cyfnerth et dans certains textes latins, les femmes pouvaient donner des cautions et pouvaient dans certaines circonstances agir en tant que caution. Cela semble indiquer une amélioration progressive de la situation juridique des femmes à cet égard. 

### Droit foncier
Vient ensuite le droit foncier, qui définit la procédure à suivre en cas de réclamation de propriété sur un terrain. Le tribunal se réunit sur le terrain en question, les deux demandeurs appelant des témoins à l'appui de leurs prétentions. Dans la Rédaction d'Iorwerth, il est indiqué que les demandeurs avaient droit à la représentation des deux types d'avocats : « cyngaws » et « canllaw ». Si les deux réclamations étaient réputées avoir la même valeur, la loi permettait que le terrain soit partagé également entre les deux demandeurs. 
À la mort d'un propriétaire foncier (priodawr), son domaine immobilier, son terrain, passait en copropriété (cytir) à ses fils, ce qui était semblable au système du gavelkind de Kent. Puis, le plus jeune partageait la terre en parts égales entre eux. Les fils illégitimes avaient droit à des parts égales à celles des fils légitimes, à condition d'avoir été reconnus par le père. Cette disposition diffère de façon imortante du droit canonique : comme le dit le texte d'Iorwerth : 
La loi de l'Église stipule que personne n'a droit au patrimoine (treftadaeth) sauf le fils aîné du père par son épouse. La loi de Hywel, en metière de patrimoine, donne l'égalité entre le plus jeune fils et l'aîné, et juge que le péché du père ne devraient pas être imputé au fils à propos.
Le « Dadannudd » est la revendication d'un fils sur une terre qui appartenait auparavant à son père. Le droit d'un propriétaire foncier de céder des terres était restreint; elle n'était autorisée que dans certaines circonstances avec le consentement de ses parents et de ses cohéritiers (laudatio parentum). Avec le consentement du seigneur et des apparentés, le propriétaire foncier pouvait utiliser le « gage vivant » (prid). La terre serait cédée à un « gagee » (pridwr) pour une période de quatre ans, et si la terre n'avait pas été rachetée par le « gator » (le propriétaire) ou ses héritiers à la fin des quatre années, le « gagee » pouvait alors être renouvelée pour des périodes supplémentaires de quatre ans. Après trois renouvellements (soit 16 ans au total), le terrain passait définitivement au « gagee ». 

### Succession
Depuis la chute de Rome, le Pays de Galles a été divisé en de nombreux « petits royaumes » (gwledydd, littéralement « peuples ») qui ont été à plusieurs reprises unifiés puis divisés. Il est souvent dit que la loi galloise exigeait la division d'un royaume entre tous les fils du souverain, mais c'est une incompréhension de la loi sur les successions - la couronne elle-même était unitaire. Cependant, les terres du roi (maertref) devaient être divisées entre toutes ses fils reconnus par n'importe quelle mère. Cela a naturellement affaibli la position du nouveau roi et cette faiblesse, ainsi que les longues traditions libres et séparées des divers gwledydd gallois, ont alors permis des disputes et des guerres civiles parmi les apanages  familiaux. De plus, au moment d' Hywel, les royaumes, comme Deheubarth, Powys, etc., étaient normalement considérés comme indépendants et, étaient nominalement subordonnés à la lignée aînée de la famille de Gwynedd et donc tenus de le montrer par des présents annuels. 
La confusion qui réganit au XIe siècle et l'utilisation de l'edlin, emprunté aux Saxons, pour désigner l'héritier semblent également avoir obscurci la question. Selon la loi, la propriété principale (et probablement le royaume) devait aller au fils aîné du roi, mais cela était soumis à plusieurs conditions importantes: 
a) Premièrement, le fils ne pouvait être handicapé (aveugle, sourd ou mentalement retardé).
b) Deuxièmement, bien que cela n'ait pas été explicitement codifié, il semble que l'héritier devait être majeur (environ 27 ou 28 ans) pour être considéré comme un edling.
Le fils aîné d'un roi décédé avant qu'il n'ait atteint cet âge n'était pas autorisé à hériter directement mais possédait le droit de reprendre lui-même le trône à sa majorité. Le nombre de princes se rebellant juste avant leur 30e année peut même indiquer qu'ils étaient tenus de faire valoir leurs droits à ce moment-là ou de les perdre . Si le fils aîné n'était pas admissible pour une raison quelconque, ses frères, ses oncles et ses cousins germains et ses cousins issus de germains étaient tous considérés comme des remplaçants légitimes. De plus, même lorsque le fils aîné avait hérité, les autres descendants de son arrière-grand-père étaient considérés comme des dirigeants légitimes et non comme des usurpateurs s'ils étaient en mesure de lui arracher le contrôle. 
Enfin, bien que les éditions subsistantes de la loi de Hywel interdisent explicitement l'héritage en descendance par les femmes de la famille royale, la lignée de Hywel elle-même dérivait de seigneurs de l'île de Man qui s'étaient (prétendument) mariés dans les dynasties de Gwynedd et Powys. Il existe en outre, à travers le XIe siècle, de nombreux exemples de rois affirmant leur légitimité par leur reine-mère et ce, malgré des représentants mineurs de la lignée masculine de succession. 

## Livre de test des juges
Cette section est distincte de la rédaction d'Iorwerth. Dans les autres versions, le matériel est incorporé dans la section « Lois du pays ». Il s'agit d'une compilation des règles régissant les «trois colonnes de la loi», à savoir les cas d'homicide, de vol et d'incendie, et « La valeur du sauvage et du domestique ». Elle comprend aussi des annexes traitant du labour communautaire et des dommages au stock de maïs. 
« La valeur du sauvage et du domestique » donne les valeurs de divers animaux, par exemple : 
Un chat vaut quatre pence. Un chaton, la nuit où il est né jusqu'à ce qu'il ouvre les yeux, un sou, et, par la suite, jusqu'à ce qu'il tue des souris, deux pence; après qu'il tue des souris, quatre pence... Un chien de garde, s'il est tué à plus de neuf pas de la porte, n'est pas payé. S'il est tué dans les neuf pas, il vaut vingt-quatre pence.
Des valeurs sont également données pour les arbres, l'équipement et les parties du corps humain. Ainsi, dans ce dernier cas, une personne faisant perdre un œil au roi paierait la même chose que s'il avait fait perdre un œil à un vilain. Cependant, il devrait également payer le « sarhad », qui était bien plus important pour le roi que pour le vilain. 

## Administration de la loi
Les principales divisions administratives du Pays de Galles médiéval étaient les cantrefs, chacune divisée en plusieurs communes « commotes ». Celles-ci revêtaient une importance particulière dans l'administration de la loi. Chaque cantref avait sa propre cour, qui était une assemblée des « uchelwyr", les principaux propriétaires terriens du cantref. Celui-ci était présidé par le roi s'il se trouvait dans le cantref ou par son représentatn, s'il n'y était pas présent. En dehors des juges, il y avait un greffier, un huissier et parfois deux plaideurs professionnels. Le tribunal du cantref statuait sur les délits, la détermination des frontières et les questions de succession. Le tribunal de renvoi a par la suite repris la plupart des fonctions du tribunal cantref. Les juges (en gallois : ynad) à Gwynedd étaient des professionnels, tandis qu'au sud du Pays de Galles, les juges professionnels travaillaient avec les propriétaires fonciers libres du district, qui avaient tous le droit d'agir en qualité de juges. 
Une personne accusée d'un crime pouvait nier l'accusation en la refusant sous serment et en trouvant un certain nombre de personnes pour attester de la validité de son serment et ce, sous serment (un système connu sous le nom de compurgation. Le nombre de personnes tenues de jurer dépend de la gravité du crime présumé; par exemple, nier un homicide pourrait nécessiter 300 compurgateurs, tandis que si une femme accusait un homme de viol, l'homme devrait trouver 50 hommes prêts à jurer de son innocence. Pour des délits mineurs, un nombre plus petit était suffisant. Des témoins pouvaient également être appelés, notamment des témoins oculaires du crime (gwybyddiaid). Une personne dont il avait déjà été prouvé qu'il avait fait un faux témoignage sous serment n'était pas autorisé à comparaître à nouveau comme témoin. 
Le juge, après avoir examiné l'affaire, avait pour tâche de déterminer quel type de preuve était approprié et laquelle des parties devait être amenée à la produire, que ce soit par la convocation de témoins, par la compurgation ou par des gages. Puis, à la lumière de celle-ci, il statuait sur l'affaire et, si une sanction était requise, l'infligeait conformément à la loi . 
Selon la rédaction d'Iorwerth, un futur juge devait être âgé d'au moins vingt-cinq ans et ses connaissances juridiques devaient être approuvées par le juge de la Cour: 
«... quand son professeur voit qu'il est digne, qu'il l'envoie au juge de la Cour, et c'est au juge de la Cour de le tester, et s'il le trouve digne, c'est à lui de l'envoyer au Seigneur et c'est au Seigneur de lui accorder la justice... Et c'est à lui de donner vingt-quatre pence au juge de la Cour comme rémunération » .
Il était possible de faire appel de la décision d'un juge, et l'appelant pouvait exiger que le juge démontre l'autorité d'un livre pour son jugement. Les conséquences pour un juge pouvaient être graves si son jugement était infirmé, entraînant une sanction pécuniaire équivalente à la valeur de sa langue telle que définie dans les valeurs des parties du corps. Il était également interdit à l'avenir d'être juge. 

## Voir également
- Loi celtique
- Première loi irlandaise
- Lois des Brets et des Écossais

### Sources
- TM Charles-Edwards, Morfydd E. Owen et DB Walters (éd.) (1986) Avocats et profanes: études en histoire du droit présentées au professeur Dafydd Jenkins à son soixante-quinzième anniversaire (University of Wales Press)  (ISBN 0-7083-0925-9)
- TM Charles-Edwards (1989) The Welsh law Writers of Wales series (University of Wales Press)  (ISBN 0-7083-1032-X)
- TM Charles-Edwards, ME Owen et P. Russell (éd.) (2000). Le roi gallois et sa cour (University of Wales Press). Cardiff.
- RR Davies (1987) Conquest, coexistemce and change: Wales 1063–1415 (Clarendon Press, University of Wales Press)  (ISBN 0-19-821732-3)
- Hywel David Emanuel (1967) Les textes latins des lois galloises (University of Wales Press)
- Daniel Huws (1980) Le codex médiéval en référence aux Welsh Law Books (University of Wales Press)
- AOH Jarman (1981) Le cynfeirdd: premiers poètes gallois et poésie . Série des écrivains du Pays de Galles. University of Wales Press.  (ISBN 0-7083-0813-9)
- Dafydd Jenkins (1986) La loi de Hywel Dda: textes juridiques du Pays de Galles médiéval traduits et édités (Gomer Press)  (ISBN 0-86383-277-6)
- Dafydd Jenkins et Morfydd E. Owen (éd.) (1980) The Welsh law of women : études présentées au professeur Daniel A. Binchy à l'occasion de son quatre-vingtième anniversaire, 3 juin 1980 (University of Wales Press)  (ISBN 0-7083-0771-X)
- T. Jones Pierce Medieval Welsh Society: essais sélectionnés (University of Wales Press)  (ISBN 0-7083-0447-8)
- Lloyd, John Edward (1911), A History of Wales from the Earliest Times to the Edwardian Conquest, I (2e éd.), Londres: Longmans, Green et Co (publié en 1912)
- Lloyd, John Edward (1911), A History of Wales from the Earliest Times to the Edwardian Conquest, II (2e éd.), Londres: Longmans, Green et Co (publié en 1912)
- Kari Maund (2006) Les rois gallois: guerriers, seigneurs de la guerre et princes (Tempus)  (ISBN 0-7524-2973-6)
- David Moore (2005) Les guerres d'indépendance galloises: v. 410   - c. 1415 (Tempus)  (ISBN 0-7524-3321-0)
- Huw Pryce (1993) Native Law and the Church in Medieval Wales (Oxford Historical Monographs) (Clarendon Press)  (ISBN 0-19-820362-4)
- Melville Richards (1954) Les lois de Hywel Dda (Le livre de Blegywryd), traduit par Melville Richards (Liverpool University Press)
- David Stephenson (1984) La gouvernance de Gwynedd (University of Wales Press)  (ISBN 0-7083-0850-3)
- Aled Rhys William (1960) Llyfr Iorwerth: un texte critique du code vénédien du droit gallois médiéval (University of Wales Press)  (ISBN 0-7083-0114-2)
- Glanmor Williams (1987) Récupération, réorientation et réforme: Pays de Galles v. 1415-1642 (Clarendon Press, University of Wales Press)  (ISBN 0-19-821733-1)